# Puerto de la Quesera
El puerto de la Quesera, o simplemente La Quesera, es un paso montañoso localizado en el este del Sistema Central español, concretamente en la sierra de Ayllón, entre el Calamorro de San Benito y la peña de la Silla. Tiene una altitud de 1712 metros sobre el nivel del mar.

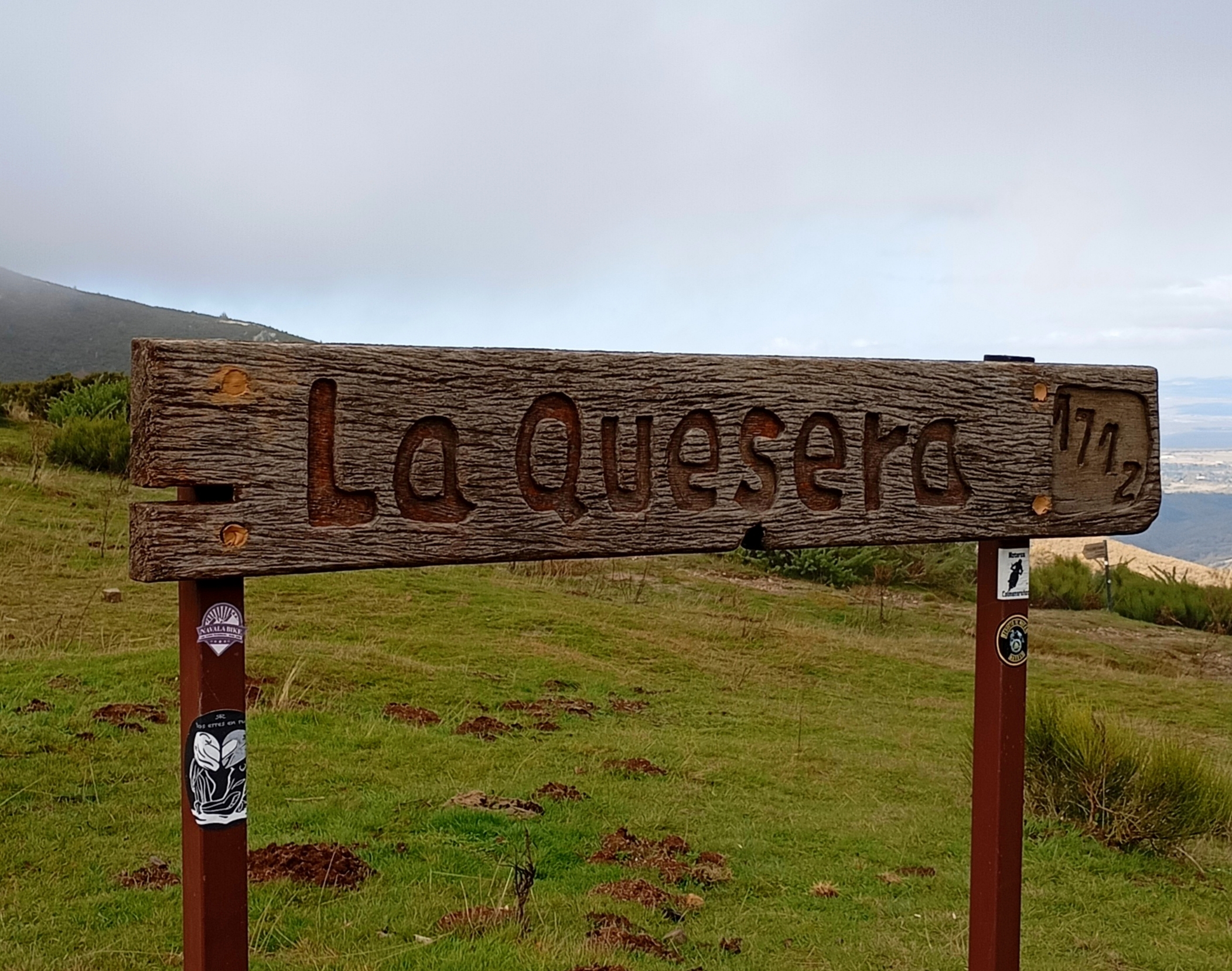
Cartel indicador de la llegada al Puerto de la Quesera

El puerto de La Quesera transcurre entre Riaza (Segovia) y Majaelrayo (Guadalajara). En su cima se encuentra el límite fronterizo de ambas provincias y de las comunidades autónomas de Castilla y León y Castilla-La Mancha. Está atravesado por la carretera SG-112 desde Riaza hasta la cima y por la GU-186 asfaltada desde Majaelrayo hasta la cima.

## El puerto
El puerto de la Quesera se encuentra entre los municipios de Riofrío de Riaza y El Cardoso de la Sierra (en el antiguo municipio de Peñalba de la Sierra, incorporado en 1970 a Cardoso). El ascenso por el lado sur, desde Majaelrayo (Guadalajara), tiene una longitud de 28 km hasta la cima (con dos descansos muy pronunciados) y conserva algunos cortos tramos de cemento, material con el que estaba rematada hasta su asfaltado en 2007.[cita requerida] Por el lado norte hay 14 km  desde Riaza (Segovia) hasta la cima.

## Climatología
A partir de la altitud de 1200 m s. n. m. en ambas vertientes, el clima es mediterráneo continentalizado, y en las cotas superiores, de alta montaña. Se caracteriza por cambiar de manera repentina, especialmente los meses de noviembre hasta abril, ambos inclusive.[cita requerida]

## Entorno

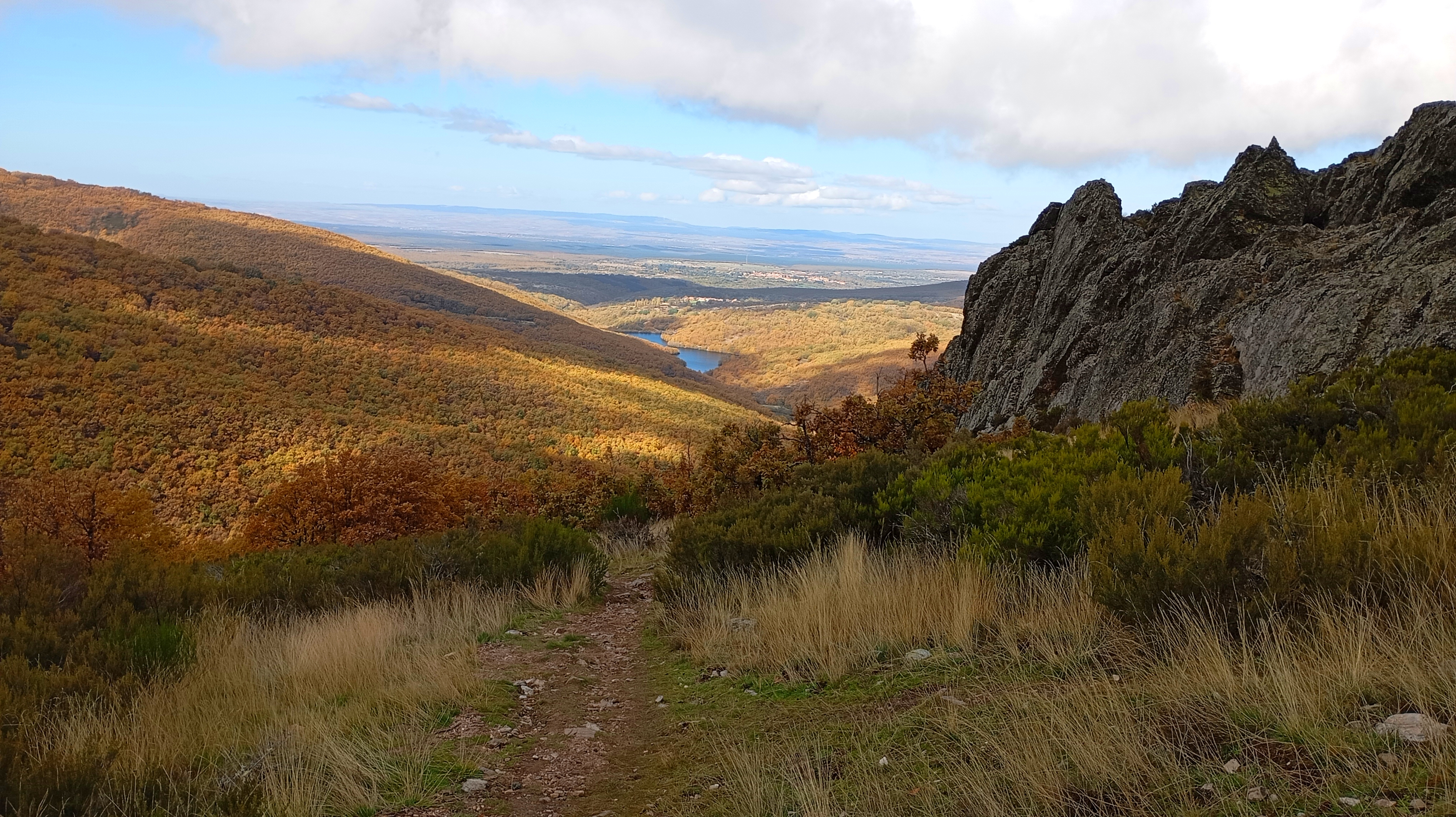
Hayedo de la Pedrosa capturado desde la Quesera

En el entorno del puerto de la Quesera se encuentran los hayedos de la Pedrosa (Segovia) y de la Tejera Negra (Guadalajara). Estos hayedos son junto con el madrileño de Montejo, unos de los más meridionales de Europa y están protegidos como reserva natural y parque natural, respectivamente. Además de los hayedos, las carreteras que ascienden al puerto recorren entre extensos pinares.

## Ciclismo
La Quesera es frecuentada por los aficionados a la bicicleta, dada su longitud y las pronunciadas rampas que existen en ambas vertientes del puerto.[cita requerida]

## Cartografía
- Hoja 432 a escala 1:50000 del Instituto Geográfico Nacional.